# Actaecia ophiensis
Actaecia ophiensis là một loài chân đều trong họ Actaeciidae. Loài này được Chilton miêu tả khoa học năm 1901.